# هاري نولز
هاري نولز (بالإنجليزية: Harry Knowles)‏ هو صحفي وناقد سينمائي وممثل أمريكي، ولد في 11 ديسمبر 1971 في الولايات المتحدة.

## أعمال

### أفلام
- (2001) أشباح المريخ[4]
- (2003) مجزرة منشار تكساس[5][6][7]

## وصلات خارجية
- هاري نولز على موقع IMDb (الإنجليزية)
- هاري نولز على موقع ميتاكريتيك (الإنجليزية)
- هاري نولز على موقع روتن توميتوز (الإنجليزية)
- هاري نولز على موقع روتن توميتوز (الإنجليزية)
- هاري نولز على موقع ألو سيني (الفرنسية)
- هاري نولز على موقع أول موفي (الإنجليزية)
- هاري نولز على موقع قاعدة بيانات الأفلام السويدية (السويدية)
- هاري نولز على موقع إن إن دي بي (الإنجليزية)
- هاري نولز على موقع قاعدة بيانات الفيلم (الإنجليزية)
- هاري نولز على موقع كينوبويسك (الروسية)